# Dendrobium courtauldii
Dendrobium courtauldii är en orkidéart som beskrevs av Victor Samuel Summerhayes och Jeffrey James Wood. Dendrobium courtauldii ingår i släktet Dendrobium, och familjen orkidéer.
Artens utbredningsområde är Små Sundaöarna. Inga underarter finns listade i Catalogue of Life.